# Song for Someone
"Song for Someone" é uma canção da banda de rock irlandesa U2. É a quarta faixa do álbum Songs of Innocence (2014), e foi lançado como terceiro single em 11 de maio de 2015, sendo produzida por Flood e Ryan Tedder. 

## Composição, promoção e lançamento
"Song for Someone" é uma canção escrita por Bono, sobre a esposa Ali Hewson. Em entrevista à entrevista Rolling Stone, Bono afirmou: "Eu vejo o amor como uma decisão não feita no calor do momento. Eu vejo isso como uma coisa duradoura que não depende dos sentimentos para verificar, embora seja ótimo quando eles fazem. E no final, o amor é muitas vezes DNA enganando você a fazer um compromisso muito maior. Foi o que aconteceu comigo, antes mesmo de saber o que era o compromisso. Acabei como um jovem nos braços desta jovem mulher, num mundo um pouco hostil ao conceito de amor da infância e um primeiro amor".
Após o lançamento de Songs of Innocence (2014), a banda começou a fazer sua divulgação. O grupo apresentou-se no programa de TV irlandês, The Graham Norton Show, tocando a canção "Song for Someone", como forma do futuro lançamento da canção como single, bem como a canção "Cedarwood Road".
Como parte de uma promoção cruzada com a Apple, os fãs em determinados concertos realizados na Europa, durante a turnê Innocence + Experience Tour, puderam entrar no "Experience Bus", um veículo que oferecia head-mounted display virtual, reproduzindo uma versão alternativa da canção. O vídeo apresentava uma performance da música pela banda no "e-stage" da turnê, intercalando com imagens de fãs cantando, sendo disponibilizada para transmissão no aplicativo VRSE. A canção ganhou mais significado por ter sido utilizada como caridade ao projeto Red Nose Day, no show de abertura da turnê Innocence + Experience Tour, em maio de 2015, no Rogers Arena, em Vancouver, Canadá; com o frontman da banda repassando a seguinte mensagem para a multidão: "Esta noite, é uma música para quem apoia o Red Nose Day, em toda a América".

## Vídeo da música

Captura do vídeo da canção, com o ator Woody Harrelson, interpretando um presidiário saindo em liberdade, após anos de prisão.

Foram realizados dois vídeos musicais da canção. O primeiro, dirigido por Vincent Haycock e com participação do ator estadunidense Woody Harrelson juntamente com a filha, Zoe Harrelson e, Steve Annis na direção fotográfica. A curta-metragem teve duração de nove minutos, sendo lançada em 13 de julho de 2015. Na sinopse, ele encontra-se com sua filha (interpretada pela filha na vida real de Harrelson, Zoe) no estacionamento, no momento de sua liberdade prisional. Apesar do pouco dialogo no vídeo, devido ao fato de ter permanecido preso por muito tempo a ponto de não conhecer sua filha, ambos parecem estarem determinados a criar um novo relacionamento de pai e filha. O vídeo estreou no site da SundanceTV, relacionado a série de TV, Rectify, que também retrata um homem que se esforça para se adaptar à vida fora da prisão. Em entrevista, os membros da banda afirmaram: "A visão de Vincent Haycock e as apresentações de Woody e Zoe Harrelson não apenas complementam a canção, como também eles se completam. Nunca teríamos imaginado a dimensão que esta bela história daria à nossa música, e agradecemos a todos os envolvidos por trazer "Song for Someone" à vida".
O segundo vídeo, foi dirigido por Matt Mahurin ao estilo preto e branco, reunindo novamente a banda com o diretor – trabalharam no vídeo musical das canções "With or Without You" (1987) e "Love Is Blindness" (1991) – tendo duração de quatro minutos. "Song for Someone" é uma meditação visual em uma das faixas destacadas de Innocence. A performance musical foi filmada no início de 2015 em Malibu, visando uma conexão inspiradora da canção com outras forças da natureza.

## Recepão
A revista Rolling Stone comparou "Song for Someone" com o single "Walk On" (2001) – premiado com o Prémio Grammy para Gravação do Ano de 2002, afirmando que a canção "começa com o acústico suaves até construir gradativamente um estilo 'Walk On' cada vez mais crescente". Ryan Bray, do Consequence of Sound, em sua revisão a respeito do álbum, listou "Song for Someone" como uma das "Faixas Essenciais" de Innocence, afirmando que Bono "empenha-se apaixonadamente em 'Song for Someone'". Alexis Petridis, do The Guardian, afirmou que "[...] ainda mais surpreendente, Emeli Sandé, cuja canção 'Read All About It' (2011) parecia ter incorporado a melodia de 'Song for Someone'". Elmo Keep, da FasterLouder afirmou que "é uma ótima canção, sendo um aceno maravilhoso para os Smiths no verso 'If there is a light / Don't let it go out' ('Se há uma luz / Não deixe sair')", em sua avaliação de 8/10 estrelas.
Neil McCormick, do The Daily Telegraph afirmou: "A balada produzida por Ryan Tedder, provavelmente é a faixa que terá fãs segurando seus celulares em estádios [...] É uma das canções que sugere ideias e sentimentos nas correntes mais profundas de um álbum formado por superfícies deslumbrantes". Rob Mitchum, do Pitchfork Media, afirmou em sua revisão que "a própria música visa um tom de tamanho único, vagamente inspirador [...] Então, uma música sobre Bono que conhece sua esposa é dado o título de 'Song for Someone' sem compromisso", fazendo uma referência à "afirmação da imprensa de que é tudo 'muito, muito pessoal'". Dylan Fremont, da PopMatters, afirmou que a canção é "muito segura, muito comum, muito tediosa. Esta melodia descarta o impulso dos últimos dois que o precedem [...]".

## Lista de faixas
- Download digital

1. "Song for Someone" (Album Version) – 3:47
2. "Song for Someone" (Acoustic Sessions) – 3:36
3. "Song for Someone" (Radio Mix) – 3:36

## Paradas musicais
| País/Parada (2015)                       | Melhor posição |
| ---------------------------------------- | -------------- |
| Bélgica (Ultratop 50 Flanders)           | 26             |
| Bélgica (Ultratop 40 Valônia)            | 30             |
| Eslovênia (SloTop50)                     | 44             |
| Estados Unidos (Adult Alternative Songs) | 13             |
| Estados Unidos (Adult Contemporany)      | 19             |
| Estados Unidos (Adult Pop Songs)         | 21             |
| Estados Unidos (Hot Rock Songs)          | 30             |
| Estados Unidos (Twitter Top Tracks)      | 47             |
| Irlanda (IRMA)                           | 87             |

## Pessoal
| U2 - Bono – vocal, teclados - The Edge – guitarra, teclados - Adam Clayton – baixo - Larry Mullen Jr. – bateria, percussão Performance adicional - Ryan Tedder – teclados - Flood – teclados - Declan Gaffney – teclados | Técnica - Produção – Ryan Tedder, Flood - Produção adicional – Declan Gaffney - Engenharia de áudio – Declan Gaffney - Assistência de engenharia – Adam Durbridge, Cecil Bartlett, Drew Smith - Engenharia adicional – Kennie Takahashi - Mixagem – Matt Wiggins - Assistência de mxagem – Joseph Hartwell Jones |